# Sonja Josić Stipić
Sofija (Sonja) Josić Stipić (Apatin, 30. studenoga 1946.) je srbijanska kazališna, televizijska i filmska glumica iz Vojvodine. Njena matična kazališna kuća je Srpsko narodno pozorište iz Novog Sada. 
Rodila se u Apatinu 1946. godine. Srednju je školu pohađala u Novom Sadu, gdje je maturirala na gimnaziji 1965. godine. Studirala je na Dramskom studiju pri novosadskom Srpskom narodnom pozorištu, koji je završila 1970. godine. Od iste je godine članicom te kazališne kuće.

## Kazališne uloge
U kazalištu je glumila u komadima Gustava Floberta, Jovana Sterije Popovića, Branka Radićevića, Branislava Nušića, Williama Shakespearea i drugih. 
Istakla se ulogom Asanaginice za koju je 1976. dobila nagradu Udruženja dramskih umjetnika Srbije, 1981. je dobila nagradu na susretu vojvođanskih kazališta u Novom Sadu te 1983. godišnju nagradu 1993. za ulogu u mjuziklu.

## Filmske uloge
Glumila je u filmovima Samrtno proleće, Kamenolom, Ulje na vatru, Hitler iz našeg sokaka, Ekran sneži, Mala privreda te u televizijskim serijama Balkan ekspres 2, Mrtvi se ne vraćaju i Baza na Dunavu.

## Filmografija

### Televizijske uloge
- "Balkan Express 2" (1989.)
- "Mrtvi se ne vraćaju" (1983.)
- "Baza na Dunavu" kao Borka (1981)
- "Filip na konju" (1973.)

### Filmske uloge
- "Žurka" kao Lazina majka (2004.)
- "Židovi dolaze" kao Ivina majka (1992.)
- "Balkan Express 2" (1989.)
- "Mala privreda" kao Maja (1986.)
- "Ekran snježi" (1985.)
- "Ulje na vatru" (1978.)
- "Hitler iz našeg sokaka" kao djevojka na vasaru #2 (1975.)
- "Kamenolom" (1973.)
- "Samrtno proljeće" kao Lance (1973.)
- "Doručak s vragom" (1971.)